# Hechtia purpusii
Hechtia purpusii là một loài thực vật có hoa trong họ Bromeliaceae. Loài này được Brandegee mô tả khoa học đầu tiên năm 1920.